# Resolució 1871 del Consell de Seguretat de les Nacions Unides
La Resolució 1871 del Consell de Seguretat de les Nacions Unides, adoptada per unanimitat el 30 d'abril de 2009 després de reafirmar totes les resolucions anteriors del Sàhara Occidental el consell va ampliar el mandat de la Missió de Nacions Unides pel Referèndum al Sàhara Occidental (MINURSO) per un any fins al 30 d'abril de 2010.

## Resolució
El Consell va demanar a les parts que continuessin les negociacions sota els auspicis del Secretari General sense condicions prèvies i de bona fe, amb vista a aconseguir una solució política justa, duradora i mútuament acceptable, que permeti l'autodeterminació de la població del Sàhara Occidental en el marc de disposicions coherents amb els principis i propòsits de la Carta de les Nacions Unides.
El Consell va acollir amb beneplàcit l'acord de les parts amb el suggeriment dels enviats personals de mantenir converses petites i informals a la preparació d'una cinquena ronda de negociacions, recordant el seu suport a la recomanació de l'informe anterior que el realisme i l'esperit de compromís de les parts eren essencials per aconseguir avenços en les negociacions. Demana a les parts que continuïn treballant en un ambient propici per al diàleg per entrar en una fase de negociacions més intensiva i substantiva.
Després de l'adopció, els oradors van expressar la seva satisfacció amb la unanimitat de la votació, que enviava un missatge a les parts que havien d'avançar en les negociacions. En aquest sentit, van expressar el seu suport a la proposta de l'Enviat Especial de mantenir converses petites i informals abans d'iniciar una cinquena ronda de negociacions a Manhasset.
Alguns oradors van subratllar la importància del respecte pels drets humans i van acollir a aquest respecte els paràgrafs preambulars 7 i 8, en la seva forma esmenada per via oral. El representant de Costa Rica, però, va subratllar que la voluntat política d'assolir resultats era el fonament de la mediació, que s'ha de basar en el respecte absolut de la Carta de les Nacions Unides i dels drets humans, va lamentar que la seva proposta de demanar un informe sobre els esforços de l'Alt Comissionat de Drets Humans en el Sàhara Occidental no s'havia reflectit en el text. Aquesta proposta es va basar en les recomanacions del secretari general en els seus dos últims informes.